# Tapas & Beijos
Tapas & Beijos é uma série brasileira produzida pela TV Globo e exibida de 5 de abril de 2011 até 15 de setembro de 2015, em 169 episódios. Teve autoria de Cláudio Paiva e redação final de Nilton Braga e Cláudio Lisboa, com a colaboração de Márcio Wilson,  Péricles Barros, Adriana Chevalier, Denise Crispun, Cláudia Gomes, Júlia Spadaccini, Felipe Flexa, Luiza Yabrudi e Carla Faour. Contou com a direção de Daniela Braga e Clara Kutner e Direção geral e núcleo de Maurício Farias.
Trouxe Fernanda Torres e Andréa Beltrão como protagonistas, e Vladimir Brichta, Fábio Assunção, Érico Brás, Malu Rodrigues, Otávio Müller, Fernanda de Freitas, Flávio Migliaccio e Kiko Mascarenhas nos demais papéis centrais da trama, contando as aventuras de duas amigas que trabalham juntas na loja de vestidos Djalma Noivas.

## Sinopse
Fátima (Fernanda Torres) e Sueli (Andréa Beltrão) são grandes amigas. Independentes e solteiras, as duas dividem um apartamento no Méier, bairro do subúrbio carioca, e trabalham em uma loja que aluga vestidos de noivas e artigos para cerimônias de casamento em Copacabana, a Djalma Noivas. Todos os dias, elas lidam com os sonhos de muitas mulheres e também esperam encontrar seus príncipes encantados, mas a tarefa não parece ser nada fácil. Afinal, a vida sentimental das duas é cercada de confusões.
Sueli foi casada com Jurandir (Érico Brás), um típico malandro que evita ter trabalho em sua vida. O casamento durou dois meses, mas a relação não deu certo e os dois acabaram se separando. Jurandir ficou sumido por alguns anos, mas voltou para atormentar a vida sentimental da ex-mulher, que contava com Santo Antônio (Kiko Mascarenhas) em pessoa como conselheiro sentimental. Porém, Jurandir acabou virando garçom. A vendedora não quis saber do ex e só tinha olhos para Jorge (Fábio Assunção), dono da boate La Conga que chegou a Copacabana com muita simpatia e acabou encantando Sueli. O que Sueli não imaginava é que Jorge fosse pai de Bia (Malu Rodrigues), uma jovem rebelde e dominadora.
Enquanto isso, Fátima precisa administrar um casamento com um homem esperto, o sedutor Armane (Vladimir Brichta). Dono de uma pequena importadora no bairro de Copacabana, ele se dedica a ela em um certo horário, fora do comercial. Ela era amante dele, quando o malandro era casado e prometia que, assim que os filhos ficassem grandes, ele se separaria da esposa e casaria com Fátima. Porém, a esposa descobriu o caso mais cedo que o esperado.
Vizinho ao Djalma Noivas e à importadora de Armane, fica o restaurante de Seu Chalita (Flávio Migliaccio), o Rei do Beirute. O libanês é um viúvo de meia idade que quer se casar de qualquer forma. Também Djalma (Otávio Müller) e Flavinha (Fernanda de Freitas) parecem formar um casal estável, apesar das crises de ciúmes de Flavinha. Apaixonados, os dois vivem um relacionamento um pouco confuso. Além de ser casada com o dono da Djalma Noivas, Flavinha é uma das funcionárias da loja e não dá mole para Fátima e Sueli.
Após muitas indas e vindas, as amigas inseparáveis Fátima e Sueli se casam com seus respectivos amores, porém começam a perceber que suas relações já estão desgastadas. Sueli continua tendo como pedra no sapato a dançarina Lucilene (Natália Lage), que faz de tudo para destruir o casamento dela com Jorge, enquanto Fátima tem que aguentar o advogado da ex-mulher de Armane, Tavares (Kiko Mascarenhas), que vai tentar de todo jeito tirar tudo de Armane. Bia, filha de Jorge, acaba trazendo Jurandir, ex de Sueli, para dentro de seu apartamento, causando vários constrangimentos.
Já Djalma e Flavinha continuam às turras na loja Djalma Noivas. E seu Chalita procura um noiva para se casar. Descobre-se que Flavinha era a dançarina de bota no Clube Sanduíche. Chalita se casa com Lucilene. Djalma perdoa Flavinha por ter escondido o segredo. Já Tijolo (Orã Figueiredo) e Tavares continuam causando confusões.
Não aguentando mais, as amigas resolvem pôr um fim nos casamentos, e assim Fátima e Sueli tentam levar suas vidas adiante mas não conseguem, tendo recaídas com os maridos várias vezes.
Na última temporada, após anos trabalhando na loja "Djalma Noivas", Fátima e Sueli pedem demissão e abrem o seu próprio negócio: um brechó chique. Jorge, Bia e Jurandir tentam ajudar.
Só que, com o novo estabelecimento funcionando exatamente onde foi a loja de Armane, a vizinhança ignora o brechó, achando que fizeram alguma coisa com o ex-comerciante; pois Armane está há cinco meses sumido do bairro. Porém o malandro não está vivendo muito bem vendendo pau-de-selfie e outras bugigangas como sacoleiro e voltando a morar com a atual/ex-mulher, pelo menos até ele ser expulso de casa após ser pego a traindo com a vizinha.
Djalma e Flavinha continuam no dilema sobre suas funcionárias e Djalma tentando controlar a loja de Sueli e Fátima. Tavares e PC brigam por causa de seus relacionamentos e suas profissões. Jurandir ainda continua a questionar Bia sobre ser pai do filho dela.

## Elenco

### Principal
| Intérprete          | Personagem                             | Temporadas | Temporadas | Temporadas | Temporadas | Temporadas |
| Intérprete          | Personagem                             | 1ª (2011)  | 2ª (2012)  | 3ª (2013)  | 4ª (2014)  | 5ª (2015)  |
| ------------------- | -------------------------------------- | ---------- | ---------- | ---------- | ---------- | ---------- |
| Fernanda Torres     | Fátima Regina Pereira dos Santos       |            |            |            |            |            |
| Andréa Beltrão      | Sueli Sampaio                          |            |            |            |            |            |
| Vladimir Brichta    | Armane Vilar                           |            |            |            |            |            |
| Fábio Assunção      | Jorgeney de Almeida Brito (Jorge)      |            |            |            |            |            |
| Otávio Müller       | Djalma Guedes                          |            |            |            |            |            |
| Fernanda de Freitas | Flávia Guedes (Flavinha)               |            |            |            |            |            |
| Érico Brás          | Jurandir das Graças                    |            |            |            |            |            |
| Kiko Mascarenhas    | Tavares / Santo Antônio                |            |            |            |            |            |
| Daniel Boaventura   | Paulo César Mendes Pereira (PC)        |            |            |            |            |            |
| Flávio Migliaccio   | Chalita Assad (Seu Chalita)            |            |            |            |            |            |
| Malu Rodrigues      | Maria Beatriz Almeida das Graças (Bia) |            |            |            |            |            |
| Orã Figueiredo      | Tijolo                                 |            |            |            |            |            |
| Natália Lage        | Lucilene Barbosa                       |            |            |            |            |            |
| Rafael Primot       | Stephanie                              |            |            |            |            |            |
| Analu Prestes       | Shirley Assad                          |            |            |            |            |            |
| Evandro Mesquita    | Mustafá Assad Al-Masi                  |            |            |            |            |            |

### Participações especiais
| Intérprete            | Personagem                    |
| --------------------- | ----------------------------- |
| Sérgio Guizé          | Vanderlei / Lorraine Cristine |
| Ana Paula Secco       | Mãe Jurema                    |
| Bella Rodrigues       | Milena                        |
| Bianca Comparato      | Carol / Cleonice              |
| Carla Andrea          | mulher de Valdinei            |
| Charles Fricks        | Marreco                       |
| Cintia Rosa           | Geise                         |
| Duda Ribeiro          | gerente da boate              |
| Fabiana Gugli         | Márcia                        |
| Fabíula Nascimento    | Samantha                      |
| Flávia Reis           | Lurdinha                      |
| Gilberto Gawronski    | Toni Tattoo                   |
| Guilherme Winter      | Valdinei                      |
| Gustavo Machado       | Félix                         |
| Isio Ghelman          | Miranda                       |
| Jayme del Cueto       | Seu Arlindo                   |
| Letícia Isnard        | Jurema                        |
| Luciana Birolli       | Márcia (Marcinha)             |
| Luiz Carlos Miele     | Giusepe                       |
| Márcio Vito           | Siqueira                      |
| Marcius Melhem        | Regino                        |
| Miguel Andrade        | Nicolau                       |
| Nikolas Antunes       | Seu Arlindo (jovem)           |
| Nilvan Santos         | Roberto                       |
| Priscila Assum        | Margarete                     |
| Renata Tobelem        | Regina Célia                  |
| Rodrigo Pandolfo      | Romildo                       |
| Selma Lopes           | Mãe de Seu Chalita            |
| Simone Gabriel        | Zulmira                       |
| Sônia Braga           | Helô Siqueira                 |
| Vinícius Manne        | Ubirajara                     |
| Yoná Magalhães        | Leda                          |
| Cris Nicolotti        | Catarina                      |
| Eucir de Souza        | Nicolau                       |
| Felipe Abib           | Leléu                         |
| José Victor Pires     | Cenoura (criança)             |
| Júlio Levy            | Geraldo                       |
| Marcello Airoldi      | Cenoura                       |
| Melissa Vettore       | Soraia                        |
| Paolla Oliveira       | Celeste                       |
| Paulo Hamilton        | Espeto                        |
| Priscila Assum        | Margarete                     |
| Ravel Cabral          | Ubirajara                     |
| Renata Castro Barbosa | Mulher de Tavares             |
| Rose Abdallah         | Mãe de Romildo                |
| Stella Rabello        | Carminha                      |
| Anderson Mello        | Meleca                        |
| Ângela Rabelo         | Mãe de Santo                  |
| Daisy Lúcidi          | Amélia                        |
| Fábio Lago            | Palhares                      |
| Felipe Rocha          | pastor Jonas e primo Dino     |
| Malu Galli            | Márcia                        |
| Marcius Melhem        | Regino                        |
| Miá Mello             | Alessandra                    |
| Paulo Betti           | Miro                          |
| Renan Tardeli         | Roberto Sávio                 |
| Gillray Coutinho      | Coelho, Dono da sexshop       |

## Personagens
- Fátima (Fernanda Torres) — Trabalha na Djalma Noivas, em Copacabana, e divide com a amiga Sueli (Andrea Beltrão) um apartamento no Méier, bairro do subúrbio carioca. Apesar de ser independente financeiramente ela é uma gastadeira compulsiva o que faz Sueli quase sempre ter que se virar com as contas da casa. Esquentada e barraqueira, ela precisa aprender a administrar um relacionamento com um homem casado, Armane (Vladimir Brichta). Foi amante dele no passado, o sedutor prometeu largar a mulher, Clotilde, quando os filhos estivessem crescidos e ficar com Fátima, porém a esposa descobriu o caso muito cedo.
- Sueli (Andréa Beltrão) — Também trabalha na Djalma noivas, e é uma mulher trabalhadora, resiliente que não mede esforços para ajudar quem precisa, o que infelizmente sempre lhe rende muitas confusões. Apesar de tudo, ela é extremamente temperamental e não leva desaforo pra casa. É melhor amiga de Fátima (Fernanda Torres), com quem divide apartamento no Méier, bairro do subúrbio carioca. Separada de Jurandir (Érico Brás) depois de dois meses de casamento, Sueli precisa aprender a lidar com a volta do ex-marido, que ficou sumido por alguns anos.[8]
- Jorge (Fábio Assunção) — O dono da boate de strip-tease La Conga é um artista que não alcançou o estrelato e decidiu mostrar sua arte dirigindo shows em uma casa noturna. O bonitão chegou a Copacabana com muita simpatia e acabou encantando Sueli (Andréa Beltrão).[8] Tem uma filha adolescente, Bia (Malu Rodrigues), no qual se dá bem até ela se envolver com Jurandir, a quem o sogro considera um exemplo perfeito de vagabundo. Por conseguinte, o relacionamento com a filha e o genro acabam por afetar o seu casamento com Sueli, além de viver sob o assédio descarado de Lucilene (Natália Lage).
- Armane (Vladimir Brichta) — O sedutor dono de uma importadora em Copacabana é casado, mas não consegue ficar longe de Fátima (Fernanda Torres), com quem mantém um caso há anos.[8] No decorrer da série, se separa da sua primeira esposa para se casar com Fátima, mas não conseguem conviver em paz por conta da personalidade forte de Fátima e principalmente pelo jeito incuravelmente cafajeste de Armane. Mas apesar de tudo, tem um bom coração, é gentil e muito apaixonado por Fátima.
- Djalma (Otávio Muller) — O dono da Djalma Noivas, loja que herdou do pai, e é casado com Flavinha (Fernanda de Freitas), uma de suas funcionárias.[8]
- Flavinha (Fernanda de Freitas) — É casada com Djalma (Otávio Muller) e trabalha como gerente na loja do marido. É ciumenta e controladora.[8] Antes de conhecer Djalma, era stripper em uma boate.
- Jurandir (Érico Brás) — O malandro foi casado com Sueli (Andrea Beltrão) durante dois meses. Depois da separação, ele sumiu por um tempo, mas agora está de volta para virar a vida de ex-mulher de cabeça para baixo. Tem um relacionamento com Bia (Malu Rodrigues).[8] e acaba se casando com ela, tendo um filho após um tempo. No início, é pouco dedicado ao trabalho, tendo o intuito de virar cantor de pagode, causando conflitos com Bia e principalmente com o sogro, Jorge. Mas após o bebê nascer, ele amadurece e o casal termina bem.
- Chalita (Flávio Migliaccio) — É um senhor libanês dono do Rei do Beirute, o restaurante da rua. Viúvo, ele vive correndo atrás de Fátima (Fernanda Torres) e Sueli (Andrea Beltrão). Foi casado com Lucilene (Natália Lage) na primeira temporada.[8] No decorrer da série, tem um relacionamento com a cabeleireira Shirley, terminando a série ao seu lado.
- PC (Daniel Boaventura) — É um dentista azarado que namorou tanto Fátima (Fernanda Torres) quanto Sueli (Andrea Beltrão), sempre correndo atrás das duas mesmo sabendo que seus corações pertencem a Armane (Vladimir Brichta) e Jorge (Fábio Assunção). Apesar de ser boa-pinta, sempre é usado de "estepe" por elas quando querem fazer ciúmes em seus amados, e toda vez acaba abandonado. No final da série foge com Lucilene (Natália Lage) dando a entender que finalmente encontrou sorte no amor.
- Lucilene (Natália Lage) — Dançarina da boate La Conga, onde tenta de todas as maneiras e ficar com Jorge (Fábio Assunção) e acabar com o casamento dele e de Sueli (Andrea Beltrão). Piriguete, mimada, foi casada com Chalita (Flávio Migliaccio),[8] mas se divorciaram por conta da falta de caráter da dancarina, que traia o libanês sempre que podia.
- Bia (Malu Rodrigues) — Decidida e confiante, a loira chegou a Copacabana cheia de suspense e surpreendeu Jorge ao revelar que era sua filha. Tem um relacionamento com Jurandir (Érico Brás).[8] Implica com Sueli quando esta começa a namorar com Jorge e o relacionamento se complica ainda mais quando a gata começa a namorar com o ex-marido da vendedora, causando grandes confusões. Mas com o decorrer do tempo amadurece e todos acabam se dando bem.
- Tavares (Kiko Mascarenhas) — Advogado chato da ex-mulher de Armane (Vladimir Brichta). Sempre armando confusões para tentar tirar tudo dele, inferniza a vida dele com Fátima (Fernanda Torres), com pedidos de pensão para os cinco filhos do comerciante com a ex. É amante de Clotilde ex-esposa de Armane e passou grande parte da série perseguindo Sueli por quem diz ser apaixonado. Na primeira temporada, Kiko fazia Santo Antônio.[8]
- Tijolo (Orã Figueiredo) — Sócio de Jorge na boate La Conga, o agiota cabeça quente é muito apegado a ele, e sempre o ajuda de qualquer maneira.[8] É casado com a travesti Stephanie (Rafael Primot).

## Episódios
| Temporadas | Temporadas | Episódios | Exibição original   | Exibição original      |
| Temporadas | Temporadas | Episódios | Início de Temporada | Final de Temporada     |
| ---------- | ---------- | --------- | ------------------- | ---------------------- |
|            | 1          | 36        | 5 de abril de 2011  | 20 de dezembro de 2011 |
|            | 2          | 38        | 3 de abril de 2012  | 18 de dezembro de 2012 |
|            | 3          | 37        | 2 de abril de 2013  | 17 de dezembro de 2013 |
|            | 4          | 36        | 8 de abril de 2014  | 23 de dezembro de 2014 |
|            | 5          | 22        | 14 de abril de 2015 | 15 de setembro de 2015 |

## Exibição
Foi reprisada entre 4 de agosto e 13 de outubro de 2020 na TV Globo, às 23h30 nas terças-feiras, substituindo Manifest: O Mistério do Voo 828 e sendo substituída pela nona temporada do The Voice Brasil.
Foi reprisada pelo GNT entre os anos de 2017 e 2021. Foi reprisada pelo Viva de 2 de janeiro de 2023 a 9 de junho de 2025. Com o rebranding desse para Globoplay Novelas, a série passaria a ser exibida no Multishow dentro da faixa Sessão Nostalgia desde 10 de junho de 2025.
Por causa da indicação da atriz Fernanda Torres e do filme Ainda Estou Aqui, ao Oscar 2025, em 23 de janeiro de 2025, a TV Globo fez na Sessão da Tarde a exibição especial de dois episódios da série como forma de homenagear a artista.

## Trilha sonora
| N.º | Título                                       | Música           | Duração |  |
| 1.  | "Entre Tapas e Beijos"                       | Calypso          | 3:00    |  |
| 2.  | "Copacabana, Meu Amor"                       | Marcus Pitter    | 3:16    |  |
| 3.  | "Desculpe o Auê" (part. Roberto de Carvalho) | Rita Lee         | 2:55    |  |
| 4.  | "Mandrake e os Cubanos"                      | Skank            | 4:02    |  |
| 5.  | "Sábado Em Copacabana"                       | Sara Montiel     | 2:42    |  |
| 6.  | "Príncipe Encantado"                         | Calypso          | 3:42    |  |
| 7.  | "Garota de Copacabana"                       | Moreira da Silva | 1:24    |  |
| 8.  | "Nova Copacabana"                            | Nelson Gonçalves | 2:43    |  |
| 9.  | "A Noite Vai Chegar"                         | Lady Zu          | 3:53    |  |
| 10. | "Copacabana (At The Copa)"                   | Barry Manilow    | 3:56    |  |
| 11. | "Conga, Conga, Conga"                        | Gretchen         | 3:33    |  |
| 12. | "Pertinho de Você"                           | Elizângela       | 3:11    |  |
| 13. | "Sossego"                                    | Tim Maia         | 3:40    |  |
| 14. | "Sufoco"                                     | Alcione          | 3:56    |  |
| 15. | "A Minha Menina" (part. Os Mutantes)         | Jorge Ben Jor    | 2:42    |  |
| 16. | "Amada Amante"                               | Roberto Carlos   | 3:59    |  |
| 17. | "Entre Tapas e Beijos"                       | Sidney Magal     | 3:13    |  |

### Outras canções
Tapas & Beijos conta ainda com as seguintes canções:
- "Eu Te Darei o Céu", Roberto Carlos
- "Só Love", Claudinho & Buchecha
- "Fico Assim Sem Você", Claudinho & Buchecha

## Prêmios e indicações
| Ano          | Associações                     | Categoria                                              | Recipiente(s)                          | Resultado | Ref.          |
| ------------ | ------------------------------- | ------------------------------------------------------ | -------------------------------------- | --------- | ------------- |
| 1ª Temporada |                                 |                                                        |                                        |           |               |
| 2011         | Prêmio Extra de Televisão       | Melhor Série                                           | Tapas & Beijos                         | Venceu    | [ 13 ]        |
| 2011         | Prêmio Extra de Televisão       | Melhor Atriz                                           | Andréa Beltrão                         | Venceu    | [ 13 ]        |
| 2011         | Prêmio Extra de Televisão       | Melhor Tema Muscial                                    | "Entre Tapas e Beijos" (Banda Calypso) | Venceu    | [ 13 ]        |
| 2011         | Prêmio Globo de Melhores do Ano | Comédia                                                | Andréa Beltrão e Fernanda Torres       | Indicado  | [ 14 ]        |
| 2012         | Prêmio APCA de Televisão        | Melhor Seriado                                         | Tapas & Beijos                         | Venceu    |               |
| 2012         | Prêmio Contigo! de TV           | Melhor Série de TV                                     | Tapas & Beijos                         | Venceu    | [ 15 ]        |
| 2012         | Prêmio Contigo! de TV           | Melhor Atriz de Série ou Minissérie                    | Andréa Beltrão                         | Indicado  | [ 15 ]        |
| 2012         | Prêmio Contigo! de TV           | Melhor Atriz de Série ou Minissérie                    | Fernanda Torres                        | Venceu    | [ 15 ]        |
| 2012         | Prêmio Contigo! de TV           | Melhor Ator de Série ou Minissérie                     | Fábio Assunção                         | Indicado  | [ 15 ]        |
| 2012         | Prêmio Contigo! de TV           | Melhor Ator de Série ou Minissérie                     | Vladimir Brichta                       | Venceu    | [ 15 ]        |
| 2012         | Prêmio Qualidade Brasil         | Televisão: Melhor Série ou Projeto Especial            | Tapas & Beijos                         | Venceu    | [ 16 ]        |
| 2012         | Prêmio Qualidade Brasil         | Televisão: Melhor Atriz de Série ou Projeto Especial   | Andréa Beltrão                         | Venceu    | [ 16 ]        |
| 2012         | Prêmio Qualidade Brasil         | Televisão: Melhor Atriz de Série ou Projeto Especial   | Fernanda Torres                        | Indicado  | [ 16 ]        |
| 2012         | Prêmio Qualidade Brasil         | Televisão: Melhor Ator de Série ou Projeto Especial    | Érico Brás                             | Venceu    | [ 16 ]        |
| 2012         | Prêmio Qualidade Brasil         | Televisão: Melhor Autor de Série ou Projeto Especial   | Cláudio Paiva                          | Venceu    | [ 16 ]        |
| 2012         | Prêmio Qualidade Brasil         | Televisão: Melhor Diretor de Série ou Projeto Especial | Maurício Farias                        | Venceu    | [ 16 ]        |
| 2012         | Prêmio Extra de Televisão       | Humor                                                  | Tapas & Beijos                         | Venceu    | [ 17 ]        |
| 2012         | Prêmio Quem de Televisão        | Melhor Atriz de Televisão                              | Andréa Beltrão                         | Indicado  | [ 18 ]        |
| 2012         | Prêmio Quem de Televisão        | Melhor Atriz de Televisão                              | Fernanda Torres                        | Indicado  | [ 18 ]        |
| 2ª Temporada |                                 |                                                        |                                        |           |               |
| 2012         | Prêmio Globo de Melhores do Ano | Comédia                                                | Fernanda Torres                        | Indicado  | [ 19 ]        |
| 2013         | Prêmio Contigo! de TV           | Melhor Série ou Minissérie                             | Tapas & Beijos                         | Indicado  | [ 20 ] [ 21 ] |
| 2013         | Prêmio Contigo! de TV           | Melhor Atriz de Série ou Minissérie                    | Andréa Beltrão                         | Venceu    | [ 20 ] [ 21 ] |
| 2013         | Prêmio Contigo! de TV           | Melhor Atriz de Série ou Minissérie                    | Fernanda Torres                        | Indicado  | [ 20 ] [ 21 ] |
| 2013         | Prêmio Contigo! de TV           | Melhor Ator de Série ou Minissérie                     | Fábio Assunção                         | Indicado  | [ 20 ] [ 21 ] |
| 2013         | Prêmio Contigo! de TV           | Melhor Ator de Série ou Minissérie                     | Vladimir Brichta                       | Indicado  | [ 20 ] [ 21 ] |
| 2013         | Prêmio Extra de Televisão       | Humor                                                  | Tapas & Beijos                         | Venceu    |               |
| 3ª Temporada |                                 |                                                        |                                        |           |               |
| 2013         | Prêmio Globo de Melhores do Ano | Comédia                                                | Fernanda Torres                        | Indicado  | [ 22 ] [ 23 ] |
| 2014         | Prêmio Contigo! de TV           | Melhor Série ou Minissérie                             | Tapas & Beijos                         | Indicado  |               |
| 2014         | Prêmio Contigo! de TV           | Melhor Ator de Série ou Minissérie                     | Vladimir Brichta                       | Indicado  |               |
| 2014         | Prêmio F5                       | Atriz do Ano (Série ou Minissérie)                     | Fernanda Torres                        | Indicado  |               |
| 2014         | Prêmio F5                       | Ator Coadjuvante do Ano (Série ou Minissérie)          | Vladimir Brichta                       | Indicado  |               |
| 2014         | Prêmio Quem de Televisão        | Melhor Ator Coadjuvante de Televisão                   | Vladimir Brichta                       | Indicado  | [ 24 ] [ 25 ] |
| 2014         | Troféu Imprensa                 | Melhor Programa Humorístico                            | Tapas & Beijos                         | Venceu    |               |
| 2014         | Troféu Internet                 | Melhor Programa Humorístico                            | Tapas & Beijos                         | Venceu    |               |
| 4ª Temporada |                                 |                                                        |                                        |           |               |
| 2014         | Prêmio Globo de Melhores do Ano | Melhor Atriz de Série ou Minissérie                    | Fernanda Torres                        | Venceu    |               |
| 2014         | Prêmio Globo de Melhores do Ano | Melhor Ator de Série ou Minissérie                     | Vladimir Brichta                       | Indicado  |               |
| 5ª Temporada |                                 |                                                        |                                        |           |               |
| 2015         | Prêmio Globo de Melhores do Ano | Melhor Atriz de Série ou Minissérie                    | Fernanda Torres                        | Indicado  |               |
| 2015         | Prêmio Globo de Melhores do Ano | Melhor Ator de Série ou Minissérie                     | Vladimir Brichta                       | Venceu    |               |